# Бадаль, Жан
Жан Бадаль (венг. Badal János; 7 марта 1927, Будапешт — 9 октября 2015, V округ Парижа) — французский кинооператор и режиссёр венгерского происхождения. Оператор более 100 фильмов.

## Биография
Изучал венгерскую историю и историю искусств в Католический университет Петера Пазманяи, где его учителем был Тибора Геревича. Поступил в Колледж театрального и киноискусства. В 1949 году окончил педагогическое училище, а в 1951 году — техникум. В 1956 году вместе с Фридьесом Баном и Иштваном Сётсом, возглавлял революционный комитет кинофабрики снимавших революционные события. Покинул страну и в 1957 году и поселился в Париже. Изучал кинематографию в Сорбонне, снимал фильмы о Бельгии, работал во французской программе новостей Fox.
После серии короткометражных фильмов в 1953 году, снял свой первый полнометражный фильм «Лейтенант Ракоци» . Короткометражный фильм Эдуарда с Лунцем «Дети воздушной обложки» получил награду Каннском кинофестивале в 1960 году.
В 1961 году, снял французский художественный фильм «Нечестивые» по роману Роже Вайяна «Симона Синьоре и Франсуа Летерье». В 1963 году снял свой первый первый цветной фильм —«Король без веселья», который был удостоен ряда наград.
Был оператором около 100 фильмов, работал Андре Каяттом, Марселем Карне, Фредом Циннеманом, Нелли Каплан, Жюлем Дассеном, Клайвом Доннером. Снимал хореографические фильмы с Рудольфом Нуриевым, Морисом Бежаром и Роланом Пети. Много работал на французском телевидении.

## Избранная фильмография
- Любовь под вопросом (1978)
- Пока, парни (1979)
- Осиное гнездо (1981)
- Город на продажу (1992)
- Одолженное время (1992)